# Radu Lupu
Radu Lupu (30. listopadu 1945, Galați, Rumunsko – 17. dubna 2022) byl rumunský koncertní klavírista. Je vítězem Van Cliburnovy klavírní soutěže, mezinárodní klavírní soutěže v Leedsu a držitelem ceny Grammy.
Pochází z Galați, významného říčního přístavu v rumunské Moldávii. Jeho otcem byl Meyer Lupu, matkou Ana Gabor. Na klavír Radu Lupu hrál od svých 6 let, od 12 let koncertoval, od téhož věku uváděl koncertně i své vlastní skladby. Po absolvování základní školy a základní umělecké školy pokračoval ve studiu na konzervatoři v Bukurešti u Floricy Musicescu a Celly Delavrancea. V roce 1961 pokračoval ve studiu v Rusku na státní Moskevské konzervatoři Petra Iljiče Čajkovského, kde studoval u Galiny Eghyazarové a Heinricha Neuhause (významný klavírní pedagog své doby, studoval u něj například také Svjatoslav Richter a Emil Gilels).